# Сашко (фільм, 1958)
Про однойменну воєнну драму див. Сашко (фільм, 1981)
«Сашко» — радянський художній фільм 1958 року режисера Євгена Брюнчугіна за однойменною повістю Леоніда Смілянського.

## Сюжет
Про київського школяра Сашка та його друзів Юрчика і Ромку, які під час Великої Вітчизняної війни допомагали партизанам боротися з фашистами. Київ, весна 1941 року. Школяр Сашко, хоч і піонер, але рідкісний бешкетник, у чому його дорікає навіть його мама. Несподівано, на заздрість всім хлопцям, його запрошують зніматися в кіно, і він їде на зйомки під Київ. Але починається війна, і пораненого на знімальному майданчику Сашка рятує і доглядає селянка, коли він одужує, вона відправляє його додому.
Приїхавши до Києва Сашко не впізнає своє місто, у якому господарюють фашисти. Прийшовши додому він дізнається, що його мама кудись поділася, і це вже не його квартира — бабусю вигнали у підвал, а у квартирі оселилася Волчинська, яка радісно зустріла німців. Вечорами, прислухаючись до звуків п'яних веселощів окупантів, що долинали з його колишньої квартири, Сашко, і його друзі Юрчик і Ромка мріють потрапити на фронт: бити ненависного ворога.
Хлопці дізнаються, що батько Ромки, дядько Михайло, має зв'язки з партизанами, і починають йому допомагати. Якось у тривожну ніч Сашко допомагає партизанам, що поверталися з підпільної наради, піти дворами з району фашистської облави. Незабаром йому доручають серйозне бойове завдання — віднести до лісу під Києвом партизанам шифр. Червона армія наступає, вже гуркоче канонада підступаючого фронту, і фашисти з їхніми поплічниками в паніці тікають з міста — у чому і заслуга Сашка і його друзів. Сашко в'їжджає у звільнений від фашистів Київ на танку, разом з Червоною армією, і повернувшись додому зустрічає маму, що приїхала з фронту.
Після війни знову повертається щасливе життя, і в перший післявоєнний новорічний маскарад, у ще не повністю відновленої від руйнувань школі, Сашко ховається від директора школи, який розшукує його, щоб перед усіма школярами вручити йому медаль «Партизану Вітчизняної війни».

## У ролях
- Леонід Бабич — Сашко Жук, київський школяр
- Лариса Хоролець — Ромка
- Володимир Данілін — Юрчик
- Микола Козленко — дядько Михайло
- Віктор Зубарєв — Валерій Дмитрович, кінорежисер
- Неоніла Гнеповська — мати Сашка
- Ганна Кушніренко — бабуся Сашка
- Віктор М'ягкий — Юхим Аркадійович, директор школи
- Ольга Ножкина — вчителька
- Олексій Бунін — Семен Порфирович, касир
- Софія Карамаш — дружина Семена Порфировича
- Поліна Нятко — Волчинська
- Михайло Рост — кульгавий
- Габріель Нелідов-Френкель — поліцай
- Василь Фущич — німець
- Євген Балієв — німецький офіцер
- Анатолій Гриневич — німецький офіцер
- Юрій Цупко — партизан
- Лариса Борисенко — Зоя Космодем'янська

## Знімальна група
- Режисер-постановник — Євген Брюнчугін
- Сценаристи — Семен Пономаренко, Леонід Смілянський
- Оператор-постановник — Вадим Верещак
- Композитор — Сергій Жданов
- Художник-постановник — Віктор Мигулько